# Mortes-eaux (roman)
Pour l’article homonyme, voir Mortes-eaux.
Mortes-eaux (A Sea of Troubles, dans l'édition originale en anglais) est un roman policier américain de Donna Leon publié en 2001. C'est le 10e roman de la série mettant en scène le personnage de Guido Brunetti.

## Résumé
Dans le petit village de pêcheurs de Pellestrina, pendant une nuit de mai, la cabine d'un bateau de pêche est la proie d'un incendie qui provoque une explosion. Au matin, le propriétaire du bateau, Giulio Bottin, et son fils Marco sont introuvables. Des recherches permettent de découvrir deux cadavres sous l'eau. Il faut du temps avant que les Carabiniers arrivent sur place, car les villageois sont convaincus qu'un des leurs est responsable de ce crime. Finalement, la police de Venise est chargée de l'affaire qui échoue sur le bureau du commissaire Guido Brunetti. Ce dernier se rend sur les lieux où les plongeurs de la police ont récupéré les corps. Alors seulement, on se rend compte que le crâne du père a été fracassé et son fils poignardé. Le commissaire Brunetti doit maintenant trouver le coupable de ce double meurtre au cours d'une enquête difficile dans une communauté où règne la loi de silence.

## Éditions
Éditions originales en anglais
- (en) Donna Leon, A Sea of Troubles, Londres, William Heinemann, 29 mars 2001, 247 p. (ISBN 978-0-434-00974-9) — Édition britannique

Éditions françaises
- Donna Leon (auteur) et William Olivier Desmond (traducteur), Mortes-eaux [« A Sea of Troubles »], Paris, Calmann-Lévy, coll. « Calmann-Lévy suspense », 5 mai 2004, 285 p. (ISBN 978-2-7021-3472-6, BNF 39189492)
- Donna Leon (auteur) et William Olivier Desmond (traducteur), Mortes-eaux [« A Sea of Troubles »], Paris, Seuil, coll. « Points policier » (no 1331), 1er avril 2005, 309 p. (ISBN 978-2-02-059345-8, BNF 39962711)

## Adaptation télévisée
Le roman a fait l'objet d'une adaptation pour la télévision, en 2006, sous le même titre français (titre allemand original : Das Gesetz der Lagune), dans le cadre de la série Commissaire Brunetti dans une réalisation de Sigi Rothemund, produite par le réseau ARD et initialement diffusée le 2 novembre 2006.